# Ліофобність
Ліофо́бність, сольватофо́бність —
1. Властивість компонентів (або окремих функційних груп їх молекул) двофазної системи, де взаємодія між однаковими частинками значно перевищує взаємодію між різними, що спричинює нерозчинність складників, їх незмочуваність чи нездатність набрякати.
2. Здатність речовини дуже слабко взаємодіяти з молекулами рідинного середовища, до якого ця речовина дотикається. Окремим випадком ліофобності є гідрофобність.

Протилежне — ліофільність.
Синонім — сольвофобність. 